# COSMAC VIP
COSMAC VIP — одноплатный микрокомпьютер со встроенным видеоадаптером, выпущенный в 1977 году и ориентированный на видеоигры. Разработан компанией Radio Corporation of America (RCA). Слово COSMAC (сокращение от Complementary-Symmetry Monolithic-Array Computer) в названии является названием ранней полупроводниковой технологии (впоследствии КМОП), по которой изготовлен используемый в компьютере микропроцессор. Сокращение VIP обозначает Video Interface Processor. Компьютер распространялся производителем по почте в виде набора для самостоятельной сборки, его стоимость составляла 275 долларов США. Изначально был выпущен под названием VP-111, позже был незначительно усовершенствован и переименован в VIP.
Компьютер подключался к телевизору через антенный или видеовход. На корпусе присутствовало три светодиода, один из них показывал наличие питания, другой — состояние магнитофонного входа, третий зажигался при воспроизведении звука через встроенный динамик. Компьютер имел 16-кнопочную мембранную клавиатуру с шестнадцатеричными цифрами от 0 до F, а также переключатель режима работы (сброс, выполнение встроенного ПО или программы пользователя).
В ПЗУ компьютера находилась простая программа-монитор, позволяющая вводить программы в память с помощью клавиатуры, отображать содержимое ОЗУ и регистров процессора на экране. Монитор запускался при удержании клавиши C в момент переключения с режима сброса на режим выполнения программы.
Компьютер поставлялся вместе с 20 игровыми программами, написанными на интерпретируемом языке CHIP-8. Этот язык также использовался на некоторых других компьютерах того времени, например Telmac 1800. Программы поставлялись не на кассете, а в виде списка инструкций на бумаге, пользователь должен был самостоятельно вводить их с клавиатуры.
Устройство и характеристики компьютера в целом напоминают игровую консоль RCA Studio II, выпущенную тем же производителем в том же году.
Для компьютера была создана «звуковая карта» — плата Super Sound, синтезирующая два канала звука с 16 уровнями громкости. Она управлялась программой под названием PIN-8 (Play it Now). Устройство и программа были разработаны Джо Уэльсбекером (Joe Welsbecker). COSMAC VIP и плата Super Sound были использованы для записи нескольких композиций, исполненных на фестивале First Philadelphia Computer Music Festival, проводившемся 25 августа 1978 года в составе шоу Personal Computing, и впоследствии вошедших в одноимённый музыкальный альбом, выпущенный журналом Creative Computing в 1979 году.

## Характеристики
- Процессор: RCA 1802 на частоте 1.76 МГц
- ОЗУ: 1 КБ (VP-111) или 2 КБ (VIP), с возможностью расширения до 4 КБ на плате и до 32 КБ через слот расширения
- ПЗУ: 1 КБ (VP-111) или 512 байт (программа-монитор) плюс 4 КБ (VIP)
- Видео: на основе видеоконтроллера RCA CDP1861 или CDP1864, только монохромный графический режим с разрешением 64×32 пикселя
- Звук: встроенный динамик, генератор тона с фиксированной частотой 1.4 кГц
- Клавиатура: мембранная, 16 клавиш
- Внешний накопитель: бытовой магнитофон, скорость 100 байт в секунду
- Питание: внешний блок питания, 5 вольт, 250 мА (VP-111) или 600 мА (VIP)
- Расширения: возможность подключения полноценной клавиатуры, принтера, других устройств
- Размер, вес: 22x28x2.5 см, 1 кг